# Metanol
O metanol, também conhecido como álcool metílico, é um composto químico com fórmula química CH3OH. Líquido, inflamável, possui chama invisível, fundindo-se a cerca de -98 °C.

## Nomenclatura
O metanol, ou ainda o álcool da madeira, pode ser preparado pela destilação seca de madeiras, seu processo mais antigo de obtenção, e de onde, durante muito tempo, foi obtido exclusivamente.
Atualmente é obtido pela reação do gás de síntese (produzido a partir de origens fósseis, como o gás natural e carvão mineral, uma mistura de H2 com CO passando sobre um catalisador metálico a altas temperaturas e pressões).
Esta reação é uma redução catalítica do monóxido de carbono, e processa-se a temperatura de cerca de 300 °C e pressões de 200 a 300 atm. É utilizado como catalisador uma mistura de óxidos metálicos como óxido de cromo (III) (Cr2O3) e óxido de zinco (ZnO).
A equação da reação é:
CO + 2 H2 → H3C-OH
Ele também pode ser produzido a partir da cana-de-açúcar ou de qualquer vegetal rico em açúcares.

## Usos
O metanol é principalmente um solvente industrial, pois ele dissolve alguns sais melhor do que o etanol; é utilizado na indústria de plásticos, na extração de produtos animais e vegetais, e como solvente em reações de importância farmacológica, como no preparo de colesterol, vitaminas e gasolina. É matéria prima na produção de formaldeído.
É usado no processo de transesterificação da gordura, para produzir biodiesel.
É usado como combustível em algumas categorias de monopostos dos EUA (ex: Champ Car, IRL, Dragster , Pro Modified ). As equipes e o piloto são instruídos sobre como agir diante de um incêndio provocado por um acidente. Como o fogo é praticamente invisível quando se trata de metanol puro, é preciso jogar água em todos os cantos onde supostamente está ocorrendo e no próprio piloto e membros da equipe se for o necessário.

## Metabolismo no corpo humano
O metanol em si, não é responsável pelos principais efeitos adversos da sua ingestão. A sua toxicidade deve-se essencialmente aos metabólitos tóxicos formados.
Numa primeira fase, pode ser metabolizado por 3 enzimas diferentes, todas elas com a função de o oxidar a formaldeído, a Álcool Desidrogenase (ADH), o CYP2E1 e a Catalase, que têm uma participação maior ou menor neste processo consoante a espécie animal exposta.
No caso do homem e dos primatas, é a ADH, enzima primariamente responsável por metabolizar o etanol, que assume o papel de destaque, assumindo cerca de 90% do processo de oxidação do metanol.
O formaldeído é oxidado a ácido fórmico pela Aldeído Desidrogenase (ALDH).
O ácido fórmico é, por sua vez, o responsável pela toxicidade do metanol. É metabolizado a CO2 e H2O. A metabolização do ácido fórmico ocorre por meio de sua conjugação com tetrahidrofolato, substância que depende da nutrição de ácido fólico. O conjugado de ácido fórmico e tetrahidrofolato sofre a  ação de duas enzimas, a 10-formil-tetrahidrofolato sintetase e a 10-formil-tetrahidrofolato desidrogenase. No final da via metabólica, os subprodutos são CO2 e H2O.

## Efeitos potenciais à saúde

### Inalação
Causa leve irritação às membranas das mucosas. Tem efeito tóxico no sistema nervoso, particularmente no nervo óptico. Os sintomas da exposição incluem dor de cabeça, náusea, vômito, cegueira, coma e até a morte.

### Ingestão
Tóxico. Irrita as membranas da mucosa. Pode causar intoxicação e cegueira (que pode ser permanente), Dose fatal: 20 - 25 ml.

### Contato com a pele
Pode deixar a pele seca e quebradiça. Se ocorrer absorção; sintomas parecidos com a inalação.

### Contato com os olhos
Irritante. A exposição contínua pode causar lesões nos olhos, podendo evoluir para cegueira ao 'dissolver' a retina.

### Exposição crônica
Prejudica a visão e causa aumento do fígado (hepatomegalia). Repetidas ou prolongadas exposições podem causar irritação na pele.

### Agravo das condições preexistentes
Pessoas com desordens de pele, problemas nos olhos, ou com função prejudicada dos rins e fígado podem ser mais suscetíveis aos efeitos da substância.
- Em caso de inalação: Procurar assistência médica. Levar a pessoa para um local ventilado e a manter em posição que facilite a respiração.
- Em caso de contato com a pele: Lavar todo o corpo com água em abundancia. Retirar a roupa que foi contaminada e higienizar para uma nova utilização. Procurar assistência médica.
- Em caso de contato com os olhos: Procurar assistência Médica. Lavar os olhos com as pálpebras bem abertas por pelo menos 15 minutos. Retirar lentes de contato se estiver usando.
- Em caso de ingestão: Não enxague com a boca ou provoque vômitos. Deve-se buscar assistência médica de forma urgente.